# La gloria de Omega (Star Trek: La serie original)
La gloria de Omega es el episodio 23 de la segunda temporada de Star Trek: La serie original, transmitido por primera vez el 1 de marzo de 1968, y repetido el 26 de julio de 1968. Es el episodio número 52 en ser transmitido y el número 54 en ser producido, fue escrito por Gene Roddenberry, y dirigido por Vincent McEveety.
En la versión Bluray el título de este episodio en el audio en español es dado como La gloria de Omega.
No se indica ninguna fecha estelar para este episodio.
El relato fue uno de los tres esbozos enviados para ser seleccionados como el segundo piloto para Star Trek, siendo los otros dos Las mujeres de Mudd y Un lugar jamás visitado por el hombre.
Resumen: El capitán Kirk debe encontrar la cura a una mortal enfermedad y prevenir una guerra sin sentido.

## Trama
El episodio comienza con la USS Enterprise encontrando a la USS Exeter en órbita alrededor del planeta Omega IV. El capitán Kirk ordena una partida de desembarco con el sr. Spock, el dr. McCoy y el teniente Galloway. Todos se teletransportan a la otra nave, al llegar la encuentran desierta, salvo por los uniformes dispersos de la tripulación con una substancia cristalina en el interior y alrededor de estos uniformes, descubriendo que son todo lo que queda del cuerpo humano al eliminar toda el agua. Se enteran, al ver los diarios de la nave, que una partida de desembarco del Exeter contrajo una extraña enfermedad en el planeta alrededor del que orbitaba la nave y la trajo a la nave a su regreso contagiando al resto de la tripulación. El diario les alerta de que ellos también han sido expuestos y que morirán a menos que bajen al planeta. Regresar a su propia nave solo expondrá al resto de la tripulación a la enfermedad.
La partida de desembarco de Kirk se teletransporta a las últimas coordenadas informadas para la partida del Exeter y se encuentran en lo que parece ser un pueblo tibetano donde dos prisioneros vestidos con pieles, un hombre y una mujer, están siendo preparados para ser ejecutados cortándoles la cabeza por unos guerreros de apariencia asiática. Liderando a estos guerreros está el capitán Ron Tracey del Exeter quien detiene la ejecución y da la bienvenida a Kirk. Tracey les explica que él quedó abandonado en el planeta cuando su tripulación sucumbió a la enfermedad, y que solo el permanecer en el planeta confiere inmunidad. Asegura a la partida de desembarque que se encuentran perfectamente a salvo, pero solo si permanecen en el planeta. A continuación Tracey les explica que los prisioneros son parte de un grupo de salvajes bárbaros llamados los Yangs que están en guerra con los habitantes del poblado que se llaman a sí mismos Kohms.
Pronto, los Yangs atacan a la villa y Galloway es herido. McCoy lo lleva a una choza para darle tratamiento mientras que Spock investiga una pila de cuerpos Yang. Encuentra paquetes agotados de baterías de fásers, una clara evidencia de que Tracey intervino en una batalla anterior en una flagrante violación de la Directiva Principal. Kirk trata de contactar al Enterprise, pero repentinamente Tracey lo interrumpe y le quita a la fuerza su comunicador. Cuando Galloway trata de defender a Kirk, Tracey lo desintegra. Defiende sus acciones, diciendo que el planeta ofrece valiosos beneficios médicos — no solo las personas son inmunes a las enfermedades, sino que tienen increíblemente grandes esperanza de vida. Les presenta a un poblador que dice que tiene 462 años de edad con su padre con más de 1000 años de edad.
Tracey ordena a McCoy que se ponga a trabajar en resolver los secretos de su longevidad y hace que se lleven a Kirk y a Spock. Ambos son colocados en una primitiva cárcel con Spock en una celda y Kirk lanzado en otra que contenía a dos prisioneros Yangs. Los Yangs lo atacan salvajemente hasta que Spock logra paralizar a la mujer y el hombre se detiene preocupado por ésta. Cuando Kirk planea escapar, menciona la palabra libertad a Spock, a lo que el hombre Yang responde objetando que un enemigo usa una palabra sagrada Yang. Kirk convence a los Yangs para que lo ayuden a soltar las barras de la ventana de la celda. Una vez que una apertura es creada, el Yang aturde a Kirk y huye por la ventana junto con la mujer. Cuando Kirk se recupera, tanto él como Spock escapan también.
Al reunirse con McCoy, Spock logra modificar un equipo médico para hacerlo funcionar como un comunicador improvisado. McCoy cree que la inmunidad a las enfermedades y la longevidad de los nativos fue simplemente el resultado de la evolución natural; los habitantes de este planeta simplemente desarrollaron fisiologías duras, resistentes a las enfermedades como un resultado de una guerra cataclismática. De tal forma, no existe un agente aislado que se pueda encontrar y cualquier visitante infectado adquiere una inmunidad después de un corto periodo de tiempo de estancia en el planeta.
Repentinamente, un enloquecido Tracey irrumpe y destruye el comunicador con su fáser. Exige a Kirk que teletransporte más fáser desde el Enterprise para ayudarle a combatir otra ola de ataques por parte de los Yang. McCoy y Kirk tratan de explicarle que no existe una Fuente de la Juventud, agregando que los nativos viven tanto porque es lo natural para ellos. Kirk declara que la interferencia de Tracey en la guerra entre los nativos ha sido por nada. La mente de Tracey rechaza este hecho que invalida todos sus esfuerzos. Fuerza a Kirk a salir y le ordena que consiga más armas. Kirk llama al teniente Sulu; sin embargo, Sulu insiste en saber más acerca de la situación del capitán antes de cumplir con la orden, y le pregunta a Kirk si debería bajar un equipo de seguridad. Kirk rehúsa explicarle porqué las armas son necesarias y le dice a Sulu que el equipo de seguridad no es necesario. Nuevamente, Kirk trata de quitarle el fáser a Tracey, pero falla. Escapa momentáneamente pero es capturado nuevamente. Tracey trata de desintegrar a Kirk, pero descubre que su fáser ya no tiene energía.
Los dos combaten usando un hacha cuando repentinamente llegan unos guerreros Yang y los llevan a todos a su villa, que parece ser las ruinas de un antiguo edificio. Su líder, Cloud William (en castellano: Nube Guillermo), resulta ser el prisionero que estaba con Kirk en la celda. Curiosamente Cloud les muestra una muy antigua bandera estadounidense y saca unos antiguos manuscritos de una caja y comienza a recitar unas palabras — una versión muy mal pronunciada del Juramento de Lealtad. Cuando Kirk completa el juramento, los yangs quedan sorprendidos. McCoy les pregunta cómo ellos conocen el juramento, Spock especula que esta cultura puede haberse desarrollado en líneas muy similares a la Tierra. Kirk especula que los Kohms eran originalmente los comunistas y los Yangs eran los yankees. Aparentemente, los omeganos tuvieron una Guerra Fría de forma similar a la ocurrida entre Estados Unidos y la Unión Soviética, pero a diferencia de la Tierra, su guerra escaló y se convirtió en conflicto muchos siglos atrás. Incluso Spock encuentra que este paralelismo entre los dos mundos es casi demasiado cercano.
Los yangs deciden que Kirk y sus compañeros serán ejecutados, pero Tracey trata de salvarse diciendo que Kirk y sus compañeros son demonios. Tracey trata de convencer a Cloud que Kirk y su partida de desembarco fueron expulsados del paraíso, apoyándose en la vaga descripción de su lugar de origen, influenciada por la Directiva Principal, como un lugar allá arriba, y mostrando la similitud de la apariencia de Spock con una imagen de Satanás contenida en uno de los documentos de los yang. Para apoyar aún más su denuncia contra la tripulación del Enterprise, Tracey informa a Cloud que Spock no tiene corazón, sabiendo que el jefe yang desconoce la fisiología vulcana y que el corazón vulcano no está localizado en el mismo lugar que en los humanos y los omeganos. A pesar de los esfuerzos de McCoy y de Kirk para convencer a Cloud de que el vulcano no es el demonio, sino que solo son diferencias fisiológicas, Cloud no está totalmente convencido y pide a Kirk que complete las palabras sagradas con 'E Plebneesta' de un antiguo documento que él tiene. Desafortunadamente, Kirk no logra descifrar las palabras, a pesar de que le son familiares, y sugiere la alternativa de que él y Tracey realicen un combate a muerte — diciendo que el bien siempre triunfa sobre el mal. Cuando Kirk y Tracey comienzan a combatir, Spock se da cuenta de que hay un comunicador cerca de la compañera femenina de Cloud, y le hace una sugestión mental para que coja y active el comunicador. Ni ella ni Spock hablan en el comunicador, pero queda implícito de que ella activó la señal de emergencia. Poco después, justo cuando Kirk domina a Tracey, Sulu y un grupo de seguridad se teletransportan al lugar para investigar la situación. Tracey es llevado en custodia para encarar cargos criminales.
Ahora los yangs se inclinan ante Kirk adorándolo como una deidad, pero él les ordena que se paren y lo miren. Él se dirige al antiguo y delicado documento, que parece ser una versión distorsionada de la Constitución de los Estados Unidos. Kirk finaliza el discurso sagrado (el Preámbulo de la Constitución de los Estados Unidos) y reprende a los Yangs al permitir que el documento se degrade a un mero santo y seña. Declara que las palabras no eran solo para los yangs, sino también para los kohms, diciendo que ellos deben aplicarlas a todos porque de lo contrario carecerán de valor. Cloud no comprende totalmente, pero le jura a Kirk que las palabras sagradas serán obedecidas. Kirk le sonríe a Cloud, convencido de que los yangs, junto con los kohms, reconstruirán su arruinado planeta. Antes de partir, Kirk se detiene y mira por última vez orgulloso a la Old Glory.

## Análisis
De acuerdo al autor y profesor asistente de la UCLA Daniel Leonard Bernardi en su libro, Star Trek y la Historia: Viajando hacia un Futuro Blanco: “Como la Federación, los Comms tienen un completo dominio del idioma inglés (aunque ellos hablan con un acento “Asiático” homogeneizado). El comienzo del episodio nos muestra que aquellos con piel blanca pueden ser salvajes no civilizados y que aquellos con piel amarilla pueden ser civilizados y racionales […] Esto sería para contrarrestar la representación asiática hegemónica en los medios de Estados Unidos; esa diversa agrupación de personas es consistentemente presentada en las películas y la televisión como una amenazante “horda amarilla”. Bernardi se explaya diciendo: “La Gloria Omega” sin embargo no es un episodio contra-hegemónico. De hecho, el episodio no sólo revela una falta de voluntad de ser crítico de la hegemonía de las representaciones racistas, sino que también participa sistemáticamente en la construcción de este estereotipo de los asiáticos. A medida que la historia progresa, los yangs son construidos como nobles salvajes; su causa para aniquilar a los comms se establece como justificada. Los comms, por otro lado, son construidos como brutales y opresivos; su deseo por suprimir a los yangs se establece como una acción totalitaria. Esta articulación más hegemónica de la raza se hace más evidente cuando Kirk y Spock se dan cuenta de la extensión en que los yangs y los comms son paralelos a las civilizaciones que se encuentran en la Tierra. A la luz de esto, los yangs ya no son salvajes, sino que son nobles guerreros combatiendo por una causa justa y honorable. Ellos desean reconquistar las tierras que perdieron en la guerra con los asiáticos”.

## Remasterización del aniversario de los 40 años
Este episodio fue remasterizado en el año 2006 y fue transmitido por primera vez el 30 de junio de 2007 como parte de la remasterización del aniversario de los 40 años de la serie original. El episodio fue transmitido nuevamente el 7 de julio de 2008 y el 4 de julio de 2009. Fue precedido dos semanas antes por la versión remasterizada de Los hijastros de Platón y seguido una semana más tarde por la versión remasterizada de Retorno al mañana. Además del audio y video remasterizado, y todas las animaciones de la USS Enterprise realizadas por CGI que es el estándar de todas las revisiones, los cambios específicos para este episodio son:
- Al planeta Omega IV se le dio una apariencia más realista y mayor semejanza a la Tierra.
- Una nueva toma del USS Exeter y del Enterprise orbitando juntos al planeta donde el Exeter fue reemplazado por un modelo computacional idéntico al Enterprise pero con su propia nomenclatura, incluyendo el nombre de la nave y su número de registro NCC-1672.

## Nota
- Esta obra contiene una traducción  derivada de «The Omega Glory» de Wikipedia en inglés, concretamente de esta versión, publicada por sus editores bajo la Licencia de documentación libre de GNU y la Licencia Creative Commons Atribución-CompartirIgual 4.0 Internacional.